# 羅馬尼亞人口
羅馬尼亞在2011年共有人口20,121,641人。羅馬尼亞總人口中，89.4%是羅馬尼亞人。羅馬尼亞是東歐最大的拉丁語族國家，而其鄰國則多為斯拉夫人國家，使羅馬尼亞有「東歐拉丁人之島」之稱。匈牙利人是羅馬尼亞最大的少數族裔，6.5%的羅馬尼亞人口是匈牙利人。羅馬尼亞多數人是基督徒，但該國是世俗國家，不置國教。多數民眾信奉東正教，也有一部分人信奉羅馬天主教和新教。

## 外部連結
- United Nations Statistics - Romania
- Romanian National Statistic Institute （页面存档备份，存于） (site is in Romanian language, pdf files are in Romanian and English)
- Population density map